# Lives exceptionnels
 (décembre 2014).
Si vous disposez d'ouvrages ou d'articles de référence ou si vous connaissez des sites web de qualité traitant du thème abordé ici, merci de compléter l'article en donnant les références utiles à sa vérifiabilité et en les liant à la section « Notes et références ».
Cet article présente tous les lives exceptionnels du collectif de rock britannique Archive depuis sa formation.

## Livesacoustiques

### Unplugged
Unplugged est un live acoustique enregistré à Paris en 2004 et paru quelques jours avant le départ de Craig Walker. Le live était composé de Darius Keller au Piano, Steve Harris à la guitare et Craig Walker au chant et à la guitare.
Pour plus de détails, voir l'article détaillé de l'album Unplugged
| No  | Titre                | Durée |
| --- | -------------------- | ----- |
| 1.  | Fuck U               |       |
| 2.  | Noise                |       |
| 3.  | Sleep                |       |
| 4.  | Game Of Pool         |       |
| 5.  | Girlfriend in a Coma |       |
| 6.  | Conscience           |       |
| 7.  | Absurd               |       |
| 8.  | Me And You           |       |
| 9.  | GoodBye              |       |
| 10. | Run                  |       |

### Live for 3 nights at les Nuits Botaniques Festival
Live for Three Nights at les Nuits Botaniques Festival est un live acoustique, symphonique et électronique, enregistré à Bruxelles en 2005 lors du festival des Nuits Botaniques.
C'est le seul live enregistré entre le départ de Craig Walker et l'arrivée de Pollard Berrier dans le groupe (les seuls chanteurs sont Maria Q et Dave Pen).
| No | Titre                          | Durée |
| -- | ------------------------------ | ----- |
| 1. | You Make Me Feel (Symphonique) |       |
| 2. | HeadSpace (Electronique)       |       |
| 3. | Numb (Electronique)            |       |
| 4. | Roads (Electronique)           |       |
| 5. | Again (Symphonique)            |       |
| 6. | Pulse (Acoustique)             |       |
| 7. | Hate (Acoustique)              |       |
| 8. | Get Out (Acoustique)           |       |

### Live at la Géode
Live at la Géode est un live acoustique enregistré le 6 novembre 2009 à Paris, organisé et publié en 2010 par la Fnac pour la promotion de l'album Controlling Crowds Part IV. La formation était composée de Darius Keeler et Danny Griffiths aux claviers; de Steve Harris, Pollard Berrier et Dave Pen à la guitare; de Maria Q, Pollard Berrier et Dave Pen au chant.
Malgré un concert de près d'1h30, seulement la moitié des titres ont été édités sur l'album Live.
| No  | Titre            | Durée |
| --- | ---------------- | ----- |
| 1.  | Pills            |       |
| 2.  | Lights           |       |
| 3.  | Words On Signs   |       |
| 4.  | Sleep            |       |
| 5.  | Bullets          |       |
| 6.  | Kings Of Speed   |       |
| 7.  | I Will Fade      |       |
| 8.  | Come On Get High |       |
| 9.  | Pulse            |       |
| 10. | To The End       |       |

## Livestraditionnels

### Live at Paris(France Inter)
Le Live at Paris (France Inter) est un concert radiophonique joué à France Inter en 2002 pour la promotion de l'album You All Look The Same To Me
| No | Titre                                      | Durée |
| -- | ------------------------------------------ | ----- |
| 1. | Calling                                    |       |
| 2. | Men Like You                               |       |
| 3. | Numb                                       |       |
| 4. | Again                                      |       |
| 5. | Goodbye                                    |       |
| 6. | Finding It So Hard                         |       |
| 7. | Tomorrow Never Knows (Reprise des Beatles) |       |
| 8. | Meon                                       |       |

### Live at the Zenith
Pour plus de détails voir l'article détaillé de l'album Live at the Zenith

### Live Tour 2010
Les Live Tour 2010 sont deux doubles albums lives enregistrés le 17 janvier 2010 à Bruxelles et le 23 janvier au Zénith de Paris par le groupe ConcertLive.
Les deux albums possèdent la même liste des titres, excepté pour la chanson Clones qui n'est présente que sur le live de Bruxelles.
| 1. | Pills                                |  |
| 2. | Sane                                 |  |
| 3. | Finding It So Hard                   |  |
| 4. | Razed To The Ground                  |  |
| 5. | Collapse / Collide                   |  |
| 6. | Clones (absent sur le live de Paris) |  |
| 7. | Bastardized Inc                      |  |
| 8. | Kings Of Speed                       |  |
| 9. | F*** You                             |  |

| 1. | Lines              |  |
| 2. | Blood In Numbers   |  |
| 3. | You Make Me Feel   |  |
| 4. | Dangervisit        |  |
| 5. | Lights             |  |
| 6. | Controlling Crowds |  |
| 7. | Bullets            |  |
| 8. | So Few Words       |  |
| 9. | Pulse              |  |

### 25 Live
Le collectif ayant initialement prévu l’édition d’un album du concert donné à la Seine musicale, des difficultés techniques ont fait capoter le projet. En contre-partie, Archive a offert à ses fans cet album de vingt titres en libre téléchargement le 31 janvier 2020 pendant quelques semaines.
| Disque 2   | Disque 2           | Disque 2 | Disque 2 | Disque 2 | Disque 2 | Disque 2 | Disque 2 | Disque 2 | Disque 2 |
| No         | Titre              | Durée    |          |          |          |          |          |          |          |
| ---------- | ------------------ | -------- | -------- | -------- | -------- | -------- | -------- | -------- | -------- |
| 1.         | You Make me Feel   |          |          |          |          |          |          |          |          |
| 2.         | Fuck U             |          |          |          |          |          |          |          |          |
| 3.         | Kings of Speed     |          |          |          |          |          |          |          |          |
| 4.         | Bullets            |          |          |          |          |          |          |          |          |
| 5.         | Wiped Out          |          |          |          |          |          |          |          |          |
| 6.         | Pulse              |          |          |          |          |          |          |          |          |
| 7.         | System             |          |          |          |          |          |          |          |          |
| 8.         | Baptism            |          |          |          |          |          |          |          |          |
| 9.         | The Empty Bottle   |          |          |          |          |          |          |          |          |
| 10.        | Kid Corner         |          |          |          |          |          |          |          |          |
| 11.        | Violently          |          |          |          |          |          |          |          |          |
| 12.        | Remains of Nothing |          |          |          |          |          |          |          |          |
| 13.        | Erase              |          |          |          |          |          |          |          |          |
| 14.        | Finding it so Hard |          |          |          |          |          |          |          |          |
| 15.        | End of our Days    |          |          |          |          |          |          |          |          |
| 16.        | Collapse/Collide   |          |          |          |          |          |          |          |          |
| 17.        | Controlling Crowds |          |          |          |          |          |          |          |          |
| 18.        | Dangervisit        |          |          |          |          |          |          |          |          |
| 19.        | Lights             |          |          |          |          |          |          |          |          |
| 20.        | Again              |          |          |          |          |          |          |          |          |
| 2 h 34 min |                    |          |          |          |          |          |          |          |          |

### Classic Albums Tour Live - 2025
Les deux enregistrements en public sont disponibles depuis le 7 mars 2025 en téléchargement depuis leur site au format MP3 grâce à un code disponible sur le poster vendu pendant le concert ou sur leur site (37 euros).
Chant : Pollard Berrier, Dave Pen, Lisa Mottram et Jimmy Collins - Claviers : Darius Keeler et Danny Griffiths - Guitares : Mickey Hurcombe, Pollard Berrier et Dave Pen - Basse : Jonathan Noyce - Batterie : Steve « Smiley » Barnard.
| You All Look the Same to Me et Noise | You All Look the Same to Me et Noise | You All Look the Same to Me et Noise | You All Look the Same to Me et Noise | You All Look the Same to Me et Noise | You All Look the Same to Me et Noise | You All Look the Same to Me et Noise | You All Look the Same to Me et Noise | You All Look the Same to Me et Noise | You All Look the Same to Me et Noise |
| No                                   | Titre                                | Durée                                |                                      |                                      |                                      |                                      |                                      |                                      |                                      |
| ------------------------------------ | ------------------------------------ | ------------------------------------ | ------------------------------------ | ------------------------------------ | ------------------------------------ | ------------------------------------ | ------------------------------------ | ------------------------------------ | ------------------------------------ |
| 1.                                   | Get out                              |                                      |                                      |                                      |                                      |                                      |                                      |                                      |                                      |
| 2.                                   | Numb                                 |                                      |                                      |                                      |                                      |                                      |                                      |                                      |                                      |
| 3.                                   | Sleep                                |                                      |                                      |                                      |                                      |                                      |                                      |                                      |                                      |
| 4.                                   | Noise                                |                                      |                                      |                                      |                                      |                                      |                                      |                                      |                                      |
| 5.                                   | Love Song                            |                                      |                                      |                                      |                                      |                                      |                                      |                                      |                                      |
| 6.                                   | Meon                                 |                                      |                                      |                                      |                                      |                                      |                                      |                                      |                                      |
| 7.                                   | Now and Then                         |                                      |                                      |                                      |                                      |                                      |                                      |                                      |                                      |
| 8.                                   | Finding it so Hard                   |                                      |                                      |                                      |                                      |                                      |                                      |                                      |                                      |
| 9.                                   | Fool                                 |                                      |                                      |                                      |                                      |                                      |                                      |                                      |                                      |
| 10.                                  | Conscience                           |                                      |                                      |                                      |                                      |                                      |                                      |                                      |                                      |
| 11.                                  | Waste                                |                                      |                                      |                                      |                                      |                                      |                                      |                                      |                                      |
| 12.                                  | Pulse                                |                                      |                                      |                                      |                                      |                                      |                                      |                                      |                                      |
| 13.                                  | Goodbye                              |                                      |                                      |                                      |                                      |                                      |                                      |                                      |                                      |
| 14.                                  | Again                                |                                      |                                      |                                      |                                      |                                      |                                      |                                      |                                      |
| 15.                                  | Hate                                 |                                      |                                      |                                      |                                      |                                      |                                      |                                      |                                      |
| 16.                                  | Fuck You                             |                                      |                                      |                                      |                                      |                                      |                                      |                                      |                                      |
| 17.                                  | Version                              |                                      |                                      |                                      |                                      |                                      |                                      |                                      |                                      |
| 2 h 9 min                            |                                      |                                      |                                      |                                      |                                      |                                      |                                      |                                      |                                      |

| Controlling Crowds | Controlling Crowds               | Controlling Crowds | Controlling Crowds | Controlling Crowds | Controlling Crowds | Controlling Crowds | Controlling Crowds | Controlling Crowds | Controlling Crowds |
| No                 | Titre                            | Durée              |                    |                    |                    |                    |                    |                    |                    |
| ------------------ | -------------------------------- | ------------------ | ------------------ | ------------------ | ------------------ | ------------------ | ------------------ | ------------------ | ------------------ |
| 1.                 | Controlling Crowds               |                    |                    |                    |                    |                    |                    |                    |                    |
| 2.                 | Bullets                          |                    |                    |                    |                    |                    |                    |                    |                    |
| 3.                 | King of Speed                    |                    |                    |                    |                    |                    |                    |                    |                    |
| 4.                 | The Feeling of Losing Everything |                    |                    |                    |                    |                    |                    |                    |                    |
| 5.                 | Blood in Numbers                 |                    |                    |                    |                    |                    |                    |                    |                    |
| 6.                 | Quiet Time                       |                    |                    |                    |                    |                    |                    |                    |                    |
| 7.                 | Bastardised Ink                  |                    |                    |                    |                    |                    |                    |                    |                    |
| 8.                 | Collapse/Collide                 |                    |                    |                    |                    |                    |                    |                    |                    |
| 9.                 | Clones                           |                    |                    |                    |                    |                    |                    |                    |                    |
| 10.                | Words on Signs                   |                    |                    |                    |                    |                    |                    |                    |                    |
| 11.                | Whore                            |                    |                    |                    |                    |                    |                    |                    |                    |
| 12.                | Come on Get High                 |                    |                    |                    |                    |                    |                    |                    |                    |
| 13.                | Chaos                            |                    |                    |                    |                    |                    |                    |                    |                    |
| 14.                | Razed to the Ground              |                    |                    |                    |                    |                    |                    |                    |                    |
| 15.                | Funeral                          |                    |                    |                    |                    |                    |                    |                    |                    |
| 16.                | Pills                            |                    |                    |                    |                    |                    |                    |                    |                    |
| 17.                | Lines                            |                    |                    |                    |                    |                    |                    |                    |                    |
| 18.                | The Empty Bottle                 |                    |                    |                    |                    |                    |                    |                    |                    |
| 19.                | Remove                           |                    |                    |                    |                    |                    |                    |                    |                    |
| 20.                | Dangervisit                      |                    |                    |                    |                    |                    |                    |                    |                    |
| 2 h 4 min          |                                  |                    |                    |                    |                    |                    |                    |                    |                    |